# Benjamín Rausseo
Benjamín Rausseo Rodríguez (Musipán, 26 de enero de 1961) es un empresario, político, comediante, productor, actor y músico venezolano, experto en el Stand up, reconocido nacional e internacionalmente por su personaje de «Er Conde del Guácharo» (seudónimo con el que se le conoce popularmente por antonomasia). Tiene una empresa llamada Guacharo´s Enterprise Corporation con la cual se presenta en sus shows. En 2006, fue candidato a la presidencia de Venezuela, retirándose tiempo después. En 2008, fue  candidato a gobernador del estado Anzoátegui, alcanzando el tercer lugar. En 2024, fue candidato independiente a la presidencia de Venezuela, reconociendo a Nicolás Maduro como presidente legítimo, después de haber culminado las elecciones.

## Biografía
Benjamín Rausseo Rodríguez nació el día jueves 26 de enero de 1961 en Musipán, una pequeña población en el estado Monagas, Venezuela. Hijo de Albertina Rodríguez y Canuto Rausseo. Su madre falleció cuando él tenía 16 años; mientras que su padre, de ascendencia corsa, murió en 2020 a los 97 años.

## Actividad artística
Rausseo tiene una empresa llamada Guácharo's Enterprises Corporation. En 1961, se traslada a Puerto La Cruz donde inicia su carrera artística como cantante. Posteriormente se muda a Caracas donde estudia locución y Arte Dramático con el dramaturgo Levy Rossell. En 1985 escribe su primera obra humorística “El crimen no paga”, con la cual se hace acreedor del Premio César Rengifo como Mejor Dramaturgo y ese mismo año estrena el monólogo Er Conde del Guácharo, dibujando el perfil de este personaje cargado de la chispa y picardía del venezolano oriundo de la zona oriental, y cuyo humor resulta en ocasiones ácido. Este personaje lo lleva a la fama y le permite visitar distintos escenarios internacionales, con su particular sombrero ’e cogollo (hecho de palma) y alpargatas bordadas con lentejuelas. Ha desarrollado en paralelo una carrera como empresario, que abarca distintos rubros, desde la agricultura hasta las telecomunicaciones.

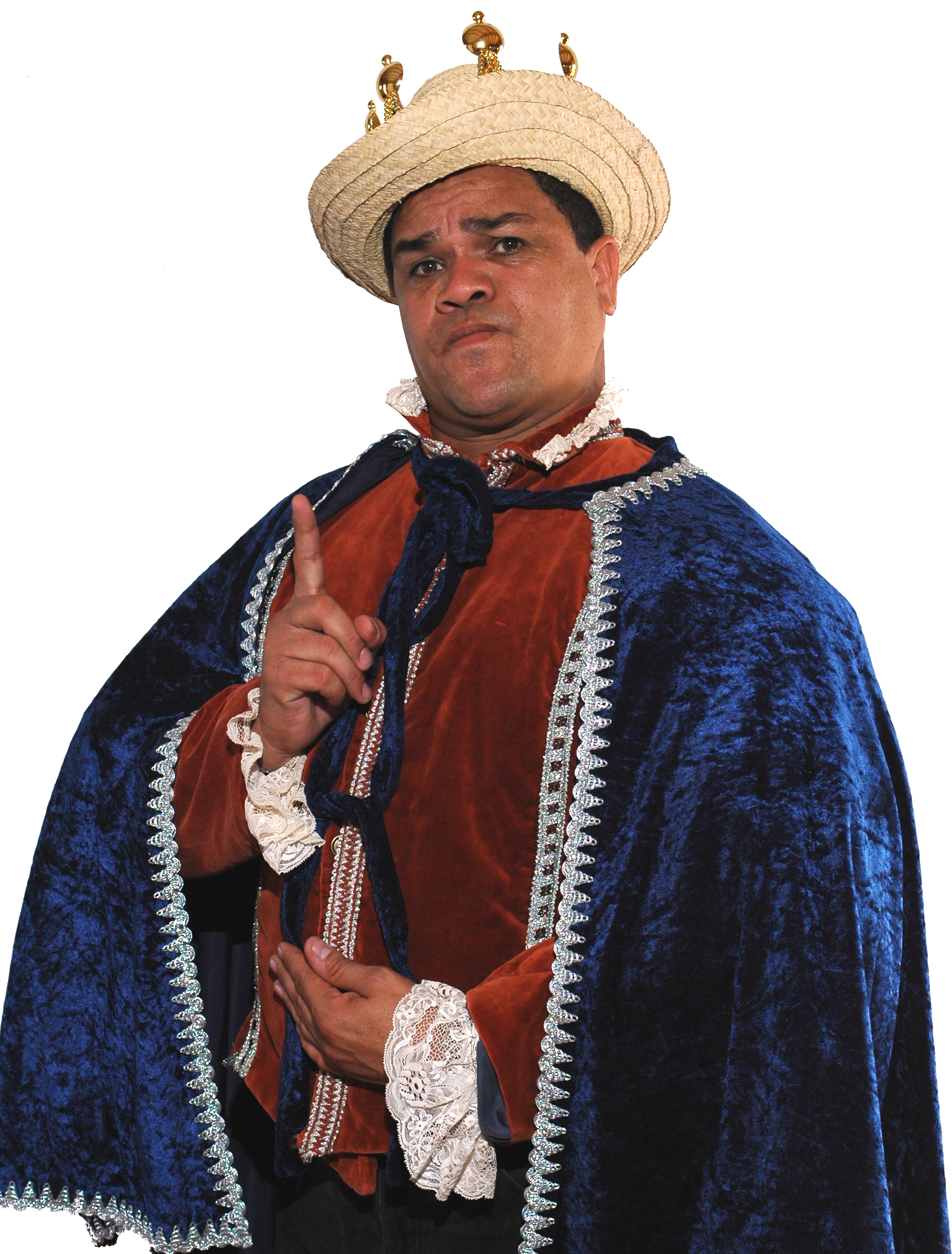
Representando al personaje Policarpio I, príncipe de Musipán El Reyno.

Inicialmente, sus shows fueron presentados en el actual programa de televisión Súper Sábado Sensacional, desprovistos del lenguaje empleado en sus espectáculos en sitios nocturnos, por la censura en los canales de televisión en señal abierta en Venezuela. En lugar de atarse a un contrato discográfico, Rausseo inició su propio sello denominado Guácharo's Records. Bajo esta empresa editó en formato de disco compacto los diversos shows presentados, además de un solo álbum "serio" denominado Solo Boleros, con La Rondalla de Musipán, en el cual por primera y hasta el momento única vez, se desvincula de su seudónimo artístico, canta música romántica y usa su nombre verdadero. También ha participado como artista invitado en una compilación realizada en 1990 al lado del humorista cubano Guillermo Álvarez Guedez, con la Orquesta La Inmensa y el conjunto bailable de órgano El Gran Caribe de Numan Medina, ambas agrupaciones venezolanas. Sin embargo, debido al avance en la duplicación ilegal de discos, Rausseo liquidó su empresa discográfica y puso la condición de hacer que se evitara el ingreso a sus espectáculos de personas con grabadores digitales de audio o video para evitar que otras personas se lucren a partir de su esfuerzo.
Después, con ayuda de unos socios instaló en la Isla de Margarita un parque temático denominado El Reino de Musipán, desde el cual hizo el lanzamiento de su candidatura presidencial. Er Conde del Guácharo hasta el presente ha presentado con éxito sus diversos espectáculos en países como Portugal, España, Inglaterra, Canadá y Estados Unidos. A finales de 2006 estaba por completar su carrera de abogado en la Universidad Santa María. En 2009 instaló su segundo parque temático llamado El Señor de los Aliños con la ayuda del empresario Ender Luzardo. Este parque está ubicado en la población de Quíbor, Estado Lara, a partir del 2022.

## Carrera política

### 2006
Rausseo se había mantenido al margen de la actividad política hasta el año 2006, cuando decidió lanzar su candidatura presidencial en las elecciones presidenciales de ese año, buscando posicionarse como el principal candidato opositor al presidente Hugo Chávez. Se postuló con su recién creado partido, denominado Partido Independiente Electoral de Respuesta Avanzada (Piedra). Durante su campaña presidencial se caracterizó como el candidato de la antipolítica, alejado de los partidos tradicionales, afirmando «Ni de izquierda ni de derecha, sino del centro, del centro de lomito que quiero para todos los venezolanos». De igual manera, se negó a apoyar al también candidato opositor y gobernador del Zulia, Manuel Rosales, apoyado por la denominada Unidad Nacional, una coalición de partidos antichavistas.
El 15 de noviembre de 2006, Rausseo se retiró de la contienda presidencial afirmando «por ahora, las condiciones no están dadas para que yo sea presidente de todos los venezolanos y yo no estoy apurado», citando además la alta polarización política existente en el país. De igual manera, le dio libertad a sus seguidores por votar por el presidente Hugo Chávez, o el candidato opositor Manuel Rosales, negándose a darle su apoyo a cualquiera de los dos.

### 2008
Poco tiempo después, vuelve nuevamente a una carrera electoral, esta vez como candidato a la gobernación de Anzoátegui en las elecciones de noviembre de 2008 siendo apoyado por los partidos Confederación Democrática (CONDE), Proyecto Venezuela, el Movimiento al Socialismo (MAS) entre otros, donde obtuvo 18,879 votos, el 3,34 %, posicionándose en el tercer lugar detrás del candidato ganador Tarek William Saab, del Partido Socialista Unido de Venezuela, y Gustavo Marcano, de Primero Justicia.

### 2024
En diciembre de 2022, Rausseo indicó en una entrevista que planeaba participar en las elecciones presidenciales que se celebrarían en 2024. El 11 de abril de 2023, anunció su participación en las elecciones primarias de la Plataforma Unitaria de ese año, sin embargo, se retiró el 26 de junio, y anunció posteriormente que se inscribiría como candidato independiente. Cabe destacar que, en una entrevista que se le realizó en mayo de 2023, Rausseo afirmó que los candidatos que se postulaban fuera de las elecciones primarias, tenían la intención dividir a la oposición venezolana y favorecer al chavismo.
Se postularía como candidato presidencial bajo el apoyo de la Confederación Nacional Democrática. En las elecciones presidenciales, obtendría 92.903 votos, equivalentes al 0,75%, según el Consejo Nacional Electoral; mientras que el Comando Con Venezuela, indica que Rausseo obtuvo solo 39.585 votos, equivalentes al 0,36%. Aunque los resultados causaron controversias, Rausseo no los cuestionó ni criticó la falta de auditorías, y reconocería la victoria de Nicolás Maduro.
En abril de 2025, se inscribió como candidato a la gobernación de Anzoátegui. Apoyado únicamente por su partido, Confederación Nacional Democrática, obtendría el 0,68% de los votos, quedando en penúltimo lugar. El 30 de mayo, Rausseo anunció su retiro temporal de la política, dado que según recibió "mucho daño" por los ataques que recibió durante sus campañas, además de confesar que tuvo episodios de depresión y criticas por parte de sus familiares y personas cercanas.

## Controversias

### Disco censurado
En 1989, tras el estallido social conocido como el Caracazo, Benjamin Raussseo publica para la disquera "Guacharo's Enterprise" su tercer disco titulado "Touch de Queda", el cual fue prohibido por el entonces Ministerio de Transporte y Comunicaciones (hoy CONATEL), ya que se consideraba que el material incitaba a la violencia, a la subversión y a la disidencia política. El mismo Conde del Guácharo lo detalla en la edición que la sucedió, "...En el exilio":
«(...) Entonces a mí me prohíben el disco 'Touch de Queda' porque yo Y QUE me refiero a los "hechos sangrientos del 27" de una manera irreverente (...)»
De igual manera, Benjamin Rausseo explica en el mismo ejemplar que hasta su propia residencia en el Bloque 23 de Enero había sido allanada a raíz de esos sucesos.

### Crecimiento económico
Fue señalado de haber crecido mediante la Alianza de Conde Salud con las Policlínicas Elohim, a costa de las expropiaciones que hizo el gobierno de Nicolás Maduro el 9 de agosto de 2018, y que le fueron entregadas a Sindy Coromoto Camacho Flores, pareja de Pedro Rafael Tellechea Ruiz, en aquel entonces, presidente de la Petroquímica de Venezuela, y que en 2023 fue designado por Maduro como presidente de Petroleos de Venezuela. Dicha acusación fue divulgada por Patricia Poleo en su espacio Agárrate, en el canal de Youtube Factores de Poder.

## Discografía
| Discos | Discos                |
| Año    | Título                |
| ------ | --------------------- |
| 1987   | Strike one            |
| 1988   | Di tú                 |
| 1989   | Touch de queda        |
| 1990   | En el exilio          |
| 1991   | Te regalo este bolero |
| 1992   | Er gorpiao            |
| 1993   | Er conde ar desnudo   |
| 1993   | El encapuchado        |

## Películas
| Película | Película                     | Película  | Película       |
| Año      | Película                     | Personaje | Director       |
| -------- | ---------------------------- | --------- | -------------- |
| 1994     | Condeneitor                  | -         | Carlos Cerutti |
| 2011     | Er Conde Jones               | -         | Él mismo       |
| 2012     | Er conde Bond                | -         | Él mismo       |
| 2014     | Er Conde suelto en Hollywood | -         | Él mismo       |

## Unitarios
Grabó una serie de unitarios para televisión llamados "Conde Aventuras" transmitidos en los años 90 y a principios del 2000 por Venevisión parodiando una serie de películas reconocidas:
- Condeneitor (Parodia de The Terminator), Venevisión, 1994.
- Conde Cop (Parodia de RoboCop), Venevisión, 1994.
- Conde Bond, 007 y Pico (Parodia de James Bond), Venevisión, 1994.
- Tor Gun (Parodia de Top Gun), Venevisión, 1994.
- Er Rambo (Parodia de Rambo), Venevisión, 1994.
- Er Náufrago (Parodia de Náufrago), Venevisión, 2001.
- Er Ersorxista (Parodia de El Exorcista), Venevisión, 2001.